# 冲锋队最高领袖
冲锋队最高领袖是希特勒为控制、集中、提升冲锋队的忠诚度而設立的職位。1930年，希特勒亲自取得整个冲锋队的指挥权，在接下来的年月里，他一直担任冲锋队最高领袖，直至他本人、冲锋队以及纳粹政权都不复存在为止。1931年后，幕僚长成为了冲锋队实际上的总指挥官。